# Astra 1A
Astra 1A – geostacjonarny satelita telekomunikacyjny przekazujący sygnał analogowej telewizji satelitarnej do europejskich gospodarstw domowych; pierwszy należący i obsługiwany przez SES S.A., operatora satelitów m.in. z serii Astra. Wyniesiony na orbitę 11 grudnia 1988 roku z kosmodromu Kourou za pomocą europejskiej rakiety Ariane 4 w konfiguracji 44LP. Początkowo nazywany po prostu satelitą Astra. Pierwotnie nadawał z pozycji 19,2°E, w 1991 roku został na tej pozycji uzupełniony kolejnym satelitą, Astrą 1B, a następnie Astrą 1C i Astrą 1D. Po krótkim wykorzystywaniu na pozycji 5,2°E wycofany z użycia i przeniesiony na orbitę cmentarną 10 grudnia 2004 roku. 

## Budowa i wyniesienie
Astra 1A był pierwszym satelitą pierwszego europejskiego prywatnego operatora satelitarnego, powstałego 1 marca 1985 roku luksemburskiego Société Européenne des Satellites (SES). 
Z myślą o wyłącznie transmisji telewizyjnej do gospodarstw domowych, wybrano nową ale sprawdzoną na amerykańskim rynku koncepcję satelity średniej mocy, w opozycji do cięższych konkurencyjnych europejskich satelitów o większej mocy sygnału, niemieckiego SAT-1 i francuskiego TDF-1. Platformę i producenta satelity wybrała jeszcze w lutym 1985 roku spółka GDL-Coronet, przedsięwzięcie satelitarne z kapitałem amerykańskim. Po wyparciu GDL-Coronet z europejskiego rynku z powodów politycznych i przejęciu go przez nowo powstały SES, ten ostatni przejął także kontrakt na dostawę satelity i potwierdził zamówienie we wrześniu 1985 roku. 
Satelita został zbudowany przez RCA Astro Electronics (obecnie Lockheed Martin Space Systems) na bazie platformy AS-4000. Pojazd o masie 1 817 kg i wymiarach 1,5 m × 1,7 m × 2,1 m wyposażony został w 16 transponderów działających w paśmie Ku z mocą 45 W, plus 6 transponderów zapasowych. Napędzany silnikiem rakietowym Star-37XFP na paliwo stałe, zasilanie zapewniało mu ogniwo słoneczne (panel fotowoltaiczny) o rozpiętości 19,3 m i mocy 2,8 kW. Czas życia satelity przewidywano na 12 lat. 
W maju 1986 roku rozpoczęto budowę centrum kontroli umiejscowionego na terenie Zamku Betzdorf w gminie Betzdorf we wschodnim Luksemburgu, kończąc ją w tym samym roku. 
Porozumienie o wyniesieniu satelity przez Arianespace podpisano 15 listopada 1986 roku, początkowo planując je na kwiecień/maj 1987 roku – co jednak uległo opóźnieniu w wyniku nieudanego startu rakiety Ariane w maju 1986 roku i spowodowanego tym wstrzymania lotów. Ostatecznie Astrę 1A wyniesiono na orbitę 11 grudnia 1988 roku o 00:33 UTC (10 grudnia czasu miejscowego) z kosmodromu Kourou, za pomocą europejskiej rakiety Ariane 4 w konfiguracji 44LP. Drugim ładunkiem w tym locie był satelita Skynet 4B.

## Transmisja
Od 5 lutego 1989 roku Astra 1A przekazywał sygnał dla gospodarstw domowych na terenie Europy z pozycji 19,2°E. Sygnał telewizyjny nadawany był w formacie PAL z powodu trzyletniego opóźnienia w dostępności układów dekodujących sygnał w standardzie MAC (Multiplexed Analogue Components), potrzebnych w domowych odbiornikach satelitarnych. Początkowo klienci tacy jak Sky Television (kanały: Sky Channel, Eurosport, Sky Movies i Sky News) oraz FilmNet koncentrowali się na rynku brytyjskim i skandynawskim; wykorzystywano 8 z 16 transponderów i nie było żadnego klienta z Niemiec, Francji czy Hiszpanii. Transpondery zostały jednak szybko zapełnione: przykładowo 2 października uruchomiono niderlandzkojęzyczny RTL-Veronique (później RTL 4), a 7 grudnia na ostatnich 4 wolnych transponderach uruchomiono pierwsze niemieckojęzyczne programy na Astrze: Sat.1, PRO 7 i Teleclub z dawnej Grupy Kirch oraz luksemburski RTL, który dołączył rzutem na taśmę.    
Wobec sukcesu komercyjnego już w marcu 1991 roku SES wystrzelił kolejnego satelitę, wyposażoną w 16 kolejnych transponderów pasma Ku Astrę 1B. W maju 1993 roku wystrzelono Astrę 1C, również umieszczoną na pozycji 19,2°E – co było pierwszą w historii kolokacją trzech satelitów. Półtora roku później dołączyła do nich Astra 1D.
W 2001 roku, po wyniesieniu Astry 2C, satelita został wycofany z pozycji 19,2°E, początkowo na 19,4°E i 5°E. W 2002 roku przeniesiony na nachyloną pozycję 5,2°E, a w roku następnym SES podpisał kontrakt z belgijskim flamandzkojęzycznym nadawcą Vlaamse Radio- en Televisieomroeporganisatie udostępniający pojemność starego satelity na dosył sygnału. W czasie wykorzystywania satelity do dosyłów funkcjonowało już tylko 9 transponderów z 16 (+ 6 zapasowych).   
W 2004 roku został przeniesiony na orbitę cmentarną; oficjalnie wycofany z użycia na dzień przed 16. rocznicą wystrzelenia, 10 grudnia 2004 roku. W początku 2021 roku pozostawał na tej degradującej orbicie o inklinacji prawie 14°.